# جرج ای. بجر
جرج ای. بجر (به انگلیسی: George E. Badger) سناتور سابق عضو حزب ویگ بود. وی در سال ۱۸۴۶ تا ۱۸۵۵ میلادی سناتور ایالت کارولینای شمالی در سنای ایالات متحده آمریکا بود.